# Filip Berg
	Filip Niclas Berg (Danderyd, 2 oktober 1986) is een Zweedse acteur.

## Biografie
Berg volgde zijn opleiding aan de Adolf Fredrik's Music School in Stockholm. Met zijn rol in de film Hip hip hora! brak hij in 2004 door als acteur.
In 2014 werd hij genomineerd voor een aan het Stockholm Film Festival gerelateerde Rising Star Award met zijn rol in de film Stockholm Stories. In 2016 volgde met zijn optreden in Odödliga een nominatie voor een Guldbagge als 'Beste acteur'. Het jaar daarop maakte Berg in dezelfde categorie kans op een Kristallen met zijn rol in televisieserie Svartsjön (Black Lake). In 2022 volgde opnieuw een nominatie voor een Guldbagge. Ditmaal in de categorie 'Beste mannelijke bijrol' met zijn acteerwerk in de film Sagan om Karl-Bertil Jonssons julafton.

### Privé
Berg had enige tijd een relatie met actrice Julia Ragnarsson.

## Filmografie (selectie)
| Jaar        | Titel                                       | Rol                      | Type productie | Opmerkingen     |
| ----------- | ------------------------------------------- | ------------------------ | -------------- | --------------- |
| 2004        | Hip hip hora!                               | Sebbe                    | Film           |                 |
| 2007        | Höök                                        | Richard Selander         | Televisieserie | 2 afleveringen  |
| 2007 - 2008 | Andra avenyn                                | Jesper 'Dildo' Dillström | Televisieserie | 18 afleveringen |
| 2012        | Arne Dahl: Ont blod                         | Olle Malmqvist           | Televisieserie | 2 afleveringen  |
| 2012        | Den sista dokusåpan                         | Abbe                     | Televisieserie | 8 afleveringen  |
| 2013        | Stockholm Stories                           | Douglas Burman           | Film           |                 |
| 2014 - 2015 | Blå ögon (Blue Eyes)                        | Kristoffer Palm          | Televisieserie | 8 afleveringen  |
| 2014        | Den fjärde mannen (The Fourth Man)          | Reporter                 | Miniserie      | 1 aflevering    |
| 2015        | Beck                                        | Emil Ahre                | Televisieserie | 1 aflevering    |
| 2015        | Odödliga                                    | Isak                     | Film           |                 |
| 2015        | Morden i Sandhamn                           | Patrik                   | Televisieserie | 2 afleveringen  |
| 2015        | En man som heter Ove (Een man die Ove heet) | Jonge Ove                | Film           |                 |
| 2016        | Springfloden (Springvloed)                  | Ove Gardman              | Televisieserie | 3 afleveringen  |
| 2016 - 2018 | Svartsjön (Black Lake)                      | Johan                    | Televisieserie | 16 afleveringen |
| 2017        | Fallet                                      | Bert                     | Televisieserie | 1 aflevering    |
| 2020        | Tjockare än vatten (Thicker Than Water)     | Tom Rosén                | Televisieserie | 6 afleveringen  |
| 2020        | Rig 45                                      | Fredrik                  | Televisieserie | 5 afleveringen  |
| 2020 - 2022 | Bäckström                                   | Kristian Olsson          | Televisieserie | 12 afleveringen |
| 2021        | Huss                                        | Robert Björkemyr         | Televisieserie | 5 afleveringen  |
| 2021        | En hederlig jul med Knyckertz               | Frank Flink              | Televisieserie | 21 afleveringen |
| 2022        | Vi i villa                                  | Eric                     | Televisieserie | 6 afleveringen  |